# Maškovce, Humenné
Maškovce este o comună slovacă, aflată în districtul Humenné din regiunea Prešov. Localitatea se află la altitudinea de 253 m deasupra n.m., se întinde pe o suprafață de 6,99 km2 și în 2017 număra 60 de locuitori.

## Istoric
Localitatea Maškovce este atestată documentar din 1574.

## Demografie
| An:                | 1994 | 2004    | 2014   | 2024   |
| ------------------ | ---- | ------- | ------ | ------ |
| Număr de persoane: | 53   | 60      | 56     | 58     |
| Diferență:         |      | +13,20% | −6,66% | +3,57% |

| An:                | 2023 | 2024   |
| ------------------ | ---- | ------ |
| Număr de persoane: | 56   | 58     |
| Diferență:         |      | +3,57% |